# Landskrona
Landskrona (em sueco: Landskrona; pronúncia /lans ̌kruːna/;  ouça a pronúncia) ou Corônia (em latim: Coronia) é uma cidade costeira da província histórica da Escânia, na região histórica da Gotalândia. Está situada na margem do estreito de Öresund, entre as cidades de Helsingborg e Malmo. É sede da comuna de Landskrona, pertencente ao condado da Escânia. Segundo censo de 2018, tinha 33 049 habitantes. Tem 12,8 quilômetros quadrados.

## Etimologia e uso
O topônimo Landskrona foi formado por analogia com os termos medievais alemães designando castelos e palácios. A cidade foi mencionada como Landeskrone, em 1414.
Em português contemporâneo costuma ser usada a forma original Landskrona.

## Personalidades
- Allvar Gullstrand (1862-1930), Prémio Nobel de Fisiologia ou Medicina de 1911[6]
- Claes Cronqvist, futebolista[carece de fontes?]
- Siw Malmkvist, cantora, atriz[7]
- Jesper Svenbro, escritor, membro da Academia Sueca[8]